# Lassies Heimat
Lassies Heimat (Originaltitel Hills of Home) ist ein US-amerikanischer Spielfilm aus dem Jahr 1948. Hauptfigur des Films ist der Collie Lassie, die Hauptrollen sind mit Edmund Gwenn, Donald Crisp, Tom Drake und Janet Leigh besetzt.
William Ludwigs Drehbuch basiert auf den Skizzen Doctor of the Old School von Ian MacLaren in dem Buch Beside the Bonnie Brier Bush, erstmals veröffentlicht 1894 in New York.

## Handlung
Colliedame Lassie lebt als Hirtenhund in einem schottischen Dorf. Da sie jedoch wasserscheu und somit als Hirtenhund untauglich ist, übergibt Schafhirte Milton sie an den im ganzen Dorf beliebten Arzt William MacLure. Der Schafhirte ist nicht gut auf MacLure zu sprechen, da sein Sohn Tammas Medizin studieren will, um einst MacLures Nachfolger zu werden, was von dem Arzt unterstützt wird. Miltons Pläne sehen anders aus, er möchte, dass sein Sohn Bauer wird. Tammas ist in Margit Mitchell, ein junges Mädchen aus dem Dorf, verliebt.
Als MacLure dahinterkommt, dass Milton ihm Lassies Wasserscheu verschwiegen hat, will er den Hund zunächst zurückgeben, verkauft das Tier aber dann auf dem Jahrmarkt. Als er jedoch herausbekommt, wie grausam Lassie von seinem neuen Besitzer behandelt wird, kauft er den Hund zurück und entschließt sich, trotz der Meinung der Dorfbewohner, dass der Hund unnütz sei, Lassie zu behalten und ihr das Schwimmen beizubringen. Als der Arzt den kranken Patienten Saunders während eines Schneesturms aufsuchen muss, muss er dabei eine Brücke überqueren, die durch den Schneesturm schwer beschädigt worden ist. Das ist nur zu schaffen, wenn er das zusätzliche Gewicht seiner Medikamente nicht tragen muss. Mit Lassies Hilfe, die seine Arzttasche auf dem Rücken trägt, schafft er es und kann Saunders behandeln. Auch als MacLure zum kranken Pfarrer, der ein hoffnungsloser Fall zu sein scheint, gerufen wird, unterstützt ihn Lassie, indem sie Tammas zu Hilfe holt.
Margit und ihr Vater David haben inzwischen mit ganz anderen Problemen zu kämpfen. Ihre Verzweiflung darüber, dass Margits Mutter und Davids geliebte Ehefrau im Sterben liegt, ist groß. MacLure sieht die einzige Chance in der Behandlung durch den königlichen Leibarzt, der bei seinen Operationen das noch unübliche Chloroform einsetzt und Margits Mutter auf diese Weise auch tatsächlich retten kann. Bei der Fahrt des Leibarztes zu Margits Mutter erweist sich Lassie erneut als wasserscheu und zieht damit MacLures Unmut auf sich.
Als Tammas an einer Blinddarmentzündung erkrankt und eine Operation benötigt, will MacLure ihn statt mit dem sonst zur Betäubung üblichen Whisky mit Chloroform betäuben und trifft damit bei Tammas’ Eltern auf Widerstand. Diesen kann er jedoch brechen, als er das Chloroform erfolgreich an Lassie erprobt. Als Milton MacLure verspricht, ihm für die Rettung seines Sohnes jeden Preis zu zahlen, nimmt MacLure ihn beim Wort und verlangt die Finanzierung von Tammas’ Studium.
Die Jahre vergehen, Tammas’ Medizinstudium neigt sich dem Ende zu. Die Dorfbewohner wollen dem alternden MacLure bei der Führung des täglichen Lebens zur Hand gehen, was dieser jedoch energisch ablehnt. Als MacLure im Schneesturm zu einem Patienten gerufen wird und ohnmächtig von seinem Pferd fällt, holt Lassie das Ehepaar Milton zu Hilfe. Es ist Lassie, die diesmal ihre Wasserscheu überwunden hat, zu danken, dass man den Dorfarzt rechtzeitig gefunden hat. Doch wenig später stirbt MacLure, kurz bevor Tammas nach Abschluss seines Studiums nach Glen Urtach zurückkehrt. Nach der Beerdigung des Dorfarztes besuchen Tammas und Margit das Grab seines Gönners. Tammas wird nun der neue Dorfarzt, Margit seine Frau und Lassie findet ein neues Zuhause bei Tammas und Margit.

## Produktion

### Produktionsnotizen
Die Fachzeitschrift der Filmindustrie The Hollywood Reporter berichtete im August 1947, dass etliche Filmszenen im schottischen Hochland am Sonora Pass in der Sierra Nevada in Nordkalifornien gedreht worden seien.
Der Film trug die Arbeitstitel Danger in the Hills und Master of Lassie. Ian MacLarens Geschichte wurde bereits 1921 für Paramount Pictures von Donald Crisp unter dem Titel The Bonnie Brier Bush verfilmt.

### Hintergrund
MGM veröffentlichte 1943 Heimweh, den ersten Film, in dem ein Collie namens Lassie eine Hauptrolle innehat, gespielt von Pal, einem Collierüden. Trainiert wurde das Tier von Rudd Weatherwax, einem der prominentesten Trainer in Hollywood. Der Film war so erfolgreich, dass ihm sechs weitere Lassie-Filme folgten, in denen Pal Lassie war, bevor die Rolle dann an Pals Sohn Lassie junior ging. Das Tier gehörte zu den Top-Stars des Studios und hatte 1946 sogar eine eigene Radiosendung. 1945 entstand der erste Nachfolgefilm Son of Lassie. Der Charakter des Hundes war in jedem Film derselbe: hübsch, würdevoll, mutig, klug und einfallsreich. Lassies Heimat war der vierte Lassie-Film. Er vereinte das Tier wieder mit Edmund Gwenn und Donald Crisp, die bereits im ersten Film aufgetreten waren. Weitere Verfilmungen siehe → Lassie.
Da Pal hervorragend schwimmen konnte, waren all seine Fähigkeiten und Weatherwax’ Trainingserfahrung gefordert, nicht nur, um die Wasserphobie des Hundes glaubhaft zu vermitteln, sondern auch, um zu zeigen, wie das Tier seine Angst besiegt, um seinen Herrn zu retten.
Lassies Heimat war der letzte Lassie-Film, der von Fred Wilcox geleitet wurde, der sein Regiedebüt in Heimweh gegeben hatte und auch Lassie – Held auf vier Pfoten wiederum, wie schon im ersten Film, mit Elizabeth Taylor gedreht hatte. Janet Leigh, deren dritter Film dies war, erinnerte sich in ihrer Biografie daran, dass Wilcox unerfahrenen Schauspielern, wie ihr damals, keine große Hilfe und ein eher schwacher Regisseur gewesen sei.

## Kritiken
„Gefühlvoller Tierfilm mit reizvoller Schilderung des Lebens und der Landschaft im abgelegenen schottischen Hochland. Speziell für Kinder empfehlenswert.“

„Liebenswerter Film um einen schottischen Landarzt und dessen Schäferhündin Lassie. Die formalen Schwächen dieses echten Heimatfilms werden durch das unmittelbare Eintreten für Menschlichkeit und Nächstenliebe aufgewogen.“